# 辰部
辰部，為漢字索引中的部首之一，康熙字典214個部首中的第一百六十一個（七劃的則為第十五個）。在傳統漢字與中文簡化字中，其都被歸為七劃部首。辰部只以右方、下方為部字。且無其他部首可用者將部首歸為辰部。

## 部首單字解釋
1.地支的第五位，參見「辰」。
2.時辰名。上午七時至九時為辰時。
3.時刻、時間。
4.日、月、星的總稱，即星辰。
5.時運。
6.光陰。
7.早上，通晨。
8.時日。
9.生肖名，指龍。

## 字形

甲骨文
金文
大篆
小篆

## 字例
（依Unicode排名）
| 除部首外之筆劃 | 字例 |
| -------------- | ---- |
| 0              | 辰   |
| 3              | 辱   |
| 6              | 農䢅 |
| 7              | 䢆   |
| 8              | 辳䢇 |
| 12             | 辴   |
| 13             | 䢈䢉 |